# Brian Ripley
Pour les articles homonymes, voir Ripley.
Brian David Ripley (né le 29 avril 1952) est un statisticien britannique et un professeur de statistiques à l’université d'Oxford.
Ses principales contributions concernent les statistiques spatiales et la reconnaissance de formes par l'intermédiaire des réseaux de neurones. Il a aussi participé au développement du langage S puis R.

## Prix et distinctions
En 1976, il reçoit le prix Rollo-Davidson.
Il est lauréat de la médaille Guy d'argent en 2013. Il a également reçu le prix Adams et le prix Smith.